# 赖登豪森
赖登豪森是德国莱茵兰-普法尔茨州的一个市镇。总面积2.06平方公里，总人口193人，其中男性98人，女性95人（2011年12月31日），人口密度94人/平方公里。